# Зипплинген
Зипплинген (нем. Sipplingen) — община в Германии в земле Баден-Вюртемберг.
Подчиняется административному округу Тюбинген. Входит в состав района Боденское озеро. Население составляет 2080 человек (на 31 декабря 2010 года). Занимает площадь 4,28 км².